# Golden Odyssey
M/Y Golden Odyssey är en megayacht tillverkad av Lürssen i Tyskland. Hon sjösattes 2015 och ägs av stiftelsen Khaled bin Sultan Living Oceans Foundation som kontrolleras av den saudiske prinsen Khalid bin Sultan Al Saud, son till den avlidne kronprinsen Sultan bin Abdul Aziz. Golden Odyssey designades exteriört av Francis Design medan Alberto Pinto designade interiören. Megayachten är 123,2 meter lång och har en kapacitet på 32 passagerare fördelat på 16 hytter. Den har en besättning på 50 besättningsmän och  har minst en helikopter.